# Czuczelice (sielsowiet Narocz)
Czuczelice (biał. Чучаліцы; ros. Чучелицы) − wieś na Białorusi, w obwodzie mińskim, w rejonie miadzielskim, w sielsowiecie Narocz.

## Historia
W czasach zaborów folwark dworski w gminie Kobylnik, w powiecie święciańskim, w guberni wileńskiej Imperium Rosyjskiego. W 1905 roku dwór liczył 22 mieszkańców, 550 dziesięcin. własność Soroki.
Po I wojnie światowej pod administracją polską, w Zarządzie Cywilnym Ziem Wschodnich. W latach 1920–1922 w składzie Litwy Środkowej.
Od 11 kwietnia 1922 dwór leżał w Polsce, w województwie wileńskim, w powiecie święciańskim, od 1926 roku w powiecie postawskim, w gminie Kobylnik.
W 1931 dwór w 3 domach zamieszkiwało 20 osób.
Wierni należeli do parafii rzymskokatolickiej w Miadziole Nowym. Miejscowość podlegała pod Sąd Grodzki w Miadziole i Okręgowy w Wilnie; właściwy urząd pocztowy mieścił się w Kobylnikach.
W 1938 roku miejscowość należała do gromady Czuczelice gminy Kobylnik.